# Bauteil (Architektur)
Als Bauteil (maskulin) im Sinne von Gebäudeteil wird ein vom Hauptbaukörper – häufig von außen wahrnehmbarer – abgesetzter Teil eines Bauwerks bezeichnet. Hierbei kann es sich beispielsweise um einen Turm, ein Treppenhaus oder einen Gebäudetrakt handeln.
Gelegentlich wird von selbstständigen Gebäudeteilen gesprochen, wenn diese eine andere Nutzung haben, als das Gesamtgebäude, wie beispielsweise Geschäfts- oder Ladeneinbauten.